# Antirészecske
Mindenféle részecskének van egy megfelelő antirészecske párja azonos tömeggel, de ellenkező elektromos, gyenge és erős töltéssel. Néhány részecske esetén az antirészecske azonos a részecskével, ilyen a foton és a semleges pion. Az ilyen részecskéket valódi semleges részecskének hívjuk ellentétben például a semleges kaonokkal, ahol a kaon antirészecskéje nem azonos a semleges kaonnal. A valódi semleges részecskék minden kvantumszáma megegyezik az antirészecskéével.

## Keletkezése
Részecske-antirészecske párok létrejöhetnek csupán energiából és eltűnhetnek úgy, hogy csak energia marad utánuk többnyire foton formájában. Létrejöhetnek magreakciókban és kozmikus sugárzás hatására. Az antianyag antirészecskékből – különösképpen antiprotonokból, antineutronokból és pozitronokból – az anyaghoz teljesen hasonló módon (antiatomokból stb.) felépülő rendszer.
Az antirészecskék létét Dirac jelezte előre, néhány évvel azelőtt mielőtt az elsőt – az elektron antirészecskéjét, a pozitront – felfedezték volna. Az ötlet abból jött, hogy a Dirac-egyenlet negatív energiájú állapotokat is megenged. Mivel az elektronok a legkisebb energiájú állapotokat keresik, ezért Dirac azt feltételezte, hogy ezek a negatív energiájú állapotok mind be vannak töltve ún. virtuális elektronokkal. Abban az esetben azonban, ha virtuális részecske felkerül pozitív energiájú állapotba, egy valódi részecske jelenik meg, és egy „lyuk” marad a helyén, ami ugyanúgy viselkedik, mint a valódi részecske, csak a töltése ellenkező.
Ez azonban csak egy szemléletes kép, és bozonokra nem is alkalmazható, hiszen azok esetén akárhány részecske lehet minden állapotban, ezért nem lehet egy részecske gerjesztésével lyukat kelteni. A problémára a pontos választ a relativisztikus kvantumtérelmélet matematikai objektumainak és a fizikai objektumoknak az egymással való helyes megfeleltetése adja meg. Röviden, a negatív energiájú állapot mellett ellenkező irányú időfejlődés is jelenik meg (a jövőből a múlt felé). A két anomáliát együtt helyreállítva egy jó irányba fejlődő, pozitív energiájú, az eredeti részecskével ellentétes töltésű – minden töltésre, nem csak az elektromosra – részecskét, azaz antirészecskét kapunk.
Az antirészecskék létezése a relativitáselmélet egyik térelméleti bizonyítéka.

## Megismerésük története
Az antirészecskékkel történő kísérletezés a ködkamrák korában indult, amelyekben a mozgó elektron (vagy pozitron) nyomot hagy maga mögött, amikor áthalad a gázon. A pozitronok nyoma a mágneses térben ellenkező irányba görbül, mint az elektronoké, így azt hitték, hogy ellenkező irányba haladó elektronok.
Az antirészecske ötlete Diractól származik. 1928-ban dolgozta ki az elektron relativisztikus egyenletét, a Dirac-egyenletet, majd ennek tulajdonságait vizsgálva 1930-ban publikálta elméletét az elektron antirészecskéjéről, amelyet pozitronnak nevezett el (Paul A.M. Dirac – Biography).
Ezt az első antirészecskét (a pozitront) Carl David Anderson fedezte fel 1932-ben, miközben a kozmikus sugárzás részecskéinek energia-eloszlását tanulmányozta (Carl D. Anderson – Biography).

## Anyag-antianyag aszimmetria
Vajon mitől függ, hogy melyik részecskét nevezem antinak és melyiket nem? Az elektron, proton és neutron esetén kézenfekvő a helyzet. Egyszerűen azt nevezzük protonnak, amely a világegyetem körülöttünk levő részét alkotja és itt messze túlnyomó többségben van, amelyet a mi atomjaink is tartalmaznak, és azt antiprotonnak, amely ennek az ellenpárja. A másik kettőnél is ez a helyzet. A világegyetem egyik rejtélye, hogy miért van kevesebb az antianyagból – ezt barionaszimmetriának hívjuk, mert sérti a barionszám-megmaradást –, nem figyelhetők meg ugyanis nagy anyag-antianyag ütközések miatti hatalmas sugárzások. Ha pedig a világnak két egymástól jól elválasztott fele, egy anyagi és egy antianyagi létezne, akkor nem tudnánk megmagyarázni, hogyan jött ez a helyzet létre, hogyan tudott szétválni az anyag anélkül, hogy közben ne semmisült volna meg.
A magyarázatra több elmélet is létezik. Ezek az elméletek lényegében az ősrobbanást leíró részecskefizikai folyamatokon alapulnak.

## Hétköznapi felhasználása
Jelenleg az antirészecskéket a pozitronemissziós tomográfban (PET) használják fel, hogy az elektron és a pozitron találkozásakor két ellentétes irányban haladó foton (gamma-sugárzás) keletkezik a lendületmegmaradás törvénye miatt. Cukorral olyan radioaktív atomokat vihetnek be a szervezetbe, amely pozitronokat hoz létre. Figyelve az egy időben megjelenő fotonokat, meghatározható, hogy az agy mely részébe épült be a cukor, vizsgálhatóak az agyfolyamatok, az agy aktív területei.